# Joseph Serge Miot
Josef Serge Miot (23. listopadu 1946, Jérémie – 12. ledna 2010, Port-au-Prince) byl haitský katolický duchovní, arcibiskup koadjutor arcidiecéze Port-au-Prince (1997–2008) a následně 9. arcibiskup Port-au-Prince (2008–2010).
Zahynul v troskách své rezidence jako jedna z obětí katastrofálního zemětřesení, které 12. ledna 2010 zničilo Port-au-Prince.
| 9. arcibiskup Port-au-Prince       | 9. arcibiskup Port-au-Prince | 9. arcibiskup Port-au-Prince |
| ---------------------------------- | ---------------------------- | ---------------------------- |
| Předchůdce: François-Wolff Ligondé | 2008–2010 Joseph Serge Miot  | Nástupce: Guire Poulard      |